# Польская (приток Чёрной)
Польская — река в России, протекает в Солецком районе Новгородской области и Порховском районе Псковской области. Устье реки находится в 7 км по левому берегу реки Чёрная между деревнями Степково и Веретье. Длина реки составляет 14 км.
В Солецком районе Новгородской области недалеко от реки стоит деревня Захонье, вокруг которой река описывает дугу, меняя направление с восточного сначала на юго-восточное, затем на юго-западное. Ниже в Порховском районе Псковской области река протекает у деревни Шишняково Павской волости. У устья стоят деревни Степково и Веретье той же волости.

## Данные водного реестра
По данным государственного водного реестра России относится к Балтийскому бассейновому округу, водохозяйственный участок реки — Шелонь, речной подбассейн реки — Волхов. Относится к речному бассейну реки Нева (включая бассейны рек Онежского и Ладожского озера).
Код объекта в государственном водном реестре — 01040200412102000024786.